# Джеймі Чадвік
Джеймі Лаура Чадвік (англ. Jamie Laura Chadwick; нар. 20 травня 1998, Бат, Велика Британія) — англійська автогонщиця, чемпіонка W Series 2019 та 2021 років. Лідерка сезону 2022.